# کامپو دی ترنس
کامپو دی ترنس (به ایتالیایی: Campo di Trens) یک منطقهٔ مسکونی در ایتالیا است که در تیرول جنوبی واقع شده‌است.

## خصوصیات
کامپو دی ترنس ۹۵٫۳ کیلومترمربع مساحت و ۲٬۶۶۸ نفر جمعیت دارد.